# Chiroxiphia boliviana
Chiroxiphia boliviana е вид птица от семейство Манакинови (Pipridae).

## Разпространение
Видът е разпространен в Боливия и Перу.